# Ізник (озеро)
Озеро Ізнік (тур. İznik Gölü) — озеро в провінції Бурса на північному заході Туреччини. Стародавня назва озера — Асканія (дав.-гр. Ἀσκανία) або Асканійське озеро.

## Характеристика
Це тектонічне прісноводне озеро. Вого сягає завдовжки 32 км, завширшки — 10 км. Максимальна глибина — близько 80 м. У місцях, де струмки впадають в озеро, утворилися невеликі дельти та широкі зарості очерету. Найбільшими притоками є Карасу на північному сході та Селез на південному заході. З озера витікає струмок Гарсак, завдовжки 15 км, який впадає у Гемлікську затоку у Марморовому морі. На східному березі озера лежить місто Ізнік (стародавня Нікея).

## Історія
Згідно з грецькою міфологією, під час Троянської війни регіон навколо озера Ізнік утримувався фрігійцями, які послали війська на допомогу царю Пріаму на чолі з братами Форкісом і Асканієм, синами Аретаона.
У 1920-х роках регіон став центром вирощування рису.
У 2014 році під час аерофотозйомки на дні озера було виявлено руїни візантійської базиліки, ймовірно, зведеної в 4 столітті. Базиліка була присвячена святому Неофіту Нікейському, і вважається, що її зруйнував землетрус, який стався в 740 році.